# Porozina
Porozina je zaselek ob severni obali hrvaškega otoka Cres.
V Porozini je trajektna luka, ki ima redno povezavo s krajem Brestova v Istri. Porozinski zaliv je naravno zaščiten pred močno kvarnersko burjo, zato že stoletja predstavlja pomembno pristanišče. V povezavi s tem dejstvom je zaselek dobil tudi ime: italijansko Faresina izvira iz lat. Pharus (svetilnik). Od Porozine je vzdolž vsega otoka (do mesta Osor) in dalje do konca otoka Lošinj speljana glavna prometnica obeh otokov, cesta skupne dolžine 85 km. Nad zaselkom so razvaline frančiškanskega samostana sv. Nikole (ustanovljen v 16. stoletju, z delovanjem pa je prenehal leta 1843). Poleg njega stoji istoimenska gotska cerkev iz 15. stoletja). Cerkev je ohranjena.
Na pomolu stoji svetilnik, ki oddaja svetlobni signal: R Bl 3s. Nazivni domet svetilnika je 3 milje. Za turistična plovila je vputje v luko dovoljeno samo v izrednih (nujnih) primerih.

## Demografija
| Pregled števila prebivalcev po letih | Pregled števila prebivalcev po letih | Pregled števila prebivalcev po letih | Pregled števila prebivalcev po letih | Pregled števila prebivalcev po letih | Pregled števila prebivalcev po letih | Pregled števila prebivalcev po letih | Pregled števila prebivalcev po letih | Pregled števila prebivalcev po letih | Pregled števila prebivalcev po letih | Pregled števila prebivalcev po letih | Pregled števila prebivalcev po letih | Pregled števila prebivalcev po letih | Pregled števila prebivalcev po letih | Pregled števila prebivalcev po letih |
| ------------------------------------ | ------------------------------------ | ------------------------------------ | ------------------------------------ | ------------------------------------ | ------------------------------------ | ------------------------------------ | ------------------------------------ | ------------------------------------ | ------------------------------------ | ------------------------------------ | ------------------------------------ | ------------------------------------ | ------------------------------------ | ------------------------------------ |
| 1857                                 | 1869                                 | 1880                                 | 1890                                 | 1900                                 | 1910                                 | 1921                                 | 1931                                 | 1948                                 | 1953                                 | 1961                                 | 1971                                 | 1981                                 | 1991                                 | 2001                                 |
| 0                                    | 0                                    | 0                                    | 10                                   | 5                                    | 3                                    | 0                                    | 0                                    | 0                                    | 2                                    | 2                                    | 3                                    | 0                                    | 0                                    | 20                                   |